# Campeonato Central de Rugby 2009
El Torneo Central de Rugby de Primera División de 2009 fue campeonato disputado en la 62.ª temporada de la máxima categoría del rugby de Chile. Comenzó el 28 de marzo de 2008 y finalizó el 31 de octubre de dicho año con Universidad Católica como campeón, quien se adjudicó su décimo noveno campeonato luego de superar en la final del certamen a Craighouse Old Boys por 8 a 6.
El certamen fue disputado en dos etapas. En la primera de ellas participaron un total de 12 equipos divididos en dos grupos, al término de la cual los cuatro mejores clasificados de cada grupo pasaron a integrar el denominado Torneo Central Top 8. Este fue jugado en dos rondas con un sistema de todos-contra-todos, accediendo a la etapa de play-offs o sistema de eliminación directa los cuatro primeros ubicados.

## Torneo Central Clasificatorio Top 8

### Tabla General Grupo 1
| Pos | Equipo        | PJ | G | E | P | TF  | TC  | DIF | PE | Pts |
| --- | ------------- | -- | - | - | - | --- | --- | --- | -- | --- |
| 1   | Old Boys      | 5  | 3 | 0 | 2 | 130 | 80  | 50  | 4  | 16  |
| 2   | Old Mackayans | 5  | 3 | 1 | 1 | 107 | 72  | 35  | 1  | 15  |
| 3   | Old John's    | 5  | 3 | 1 | 1 | 99  | 92  | 7   | 1  | 15  |
| 4   | Alumni SC     | 5  | 2 | 0 | 3 | 70  | 91  | -21 | 2  | 10  |
| 5   | PWCC          | 5  | 2 | 0 | 3 | 96  | 135 | -39 | 2  | 10  |
| 6   | Old Georgians | 5  | 1 | 0 | 4 | 60  | 92  | -32 | 2  | 6   |

### Tabla General Grupo 2
| Pos | Equipo               | PJ | G | E | P | TF  | TC  | DIF | PE | Pts |
| --- | -------------------- | -- | - | - | - | --- | --- | --- | -- | --- |
| 1   | Universidad Católica | 5  | 5 | 0 | 0 | 202 | 102 | 100 | 5  | 25  |
| 2   | COBS                 | 5  | 4 | 0 | 1 | 147 | 134 | 13  | 4  | 20  |
| 3   | Los Troncos          | 5  | 2 | 0 | 3 | 130 | 121 | 9   | 4  | 12  |
| 4   | Viña R.C.            | 5  | 2 | 0 | 3 | 133 | 138 | -5  | 4  | 12  |
| 5   | Stade Francais       | 5  | 2 | 0 | 3 | 88  | 103 | -15 | 2  | 10  |
| 6   | Sporting R.C.        | 5  | 0 | 0 | 5 | 97  | 190 | -93 | 0  | 0   |

 PJ=Partidos jugados; G=Partidos ganados; E=Partidos empatados; P=Partidos perdidos; TF=Tantos a favor; TC=Tantos en contra; DIF=Diferencia; PE=Puntos extra;Pts=Puntos 
|  | Clasifica al Torneo Central Top 8     |
|  | Clasifica al Torneo Central Primera A |

## Torneo Central Top 8

### Tabla General
| Pos | Equipo               | PJ | G  | E | P  | TF  | TC  | DIF  | PE | Pts |
| --- | -------------------- | -- | -- | - | -- | --- | --- | ---- | -- | --- |
| 1   | COBS                 | 14 | 11 | 0 | 3  | 492 | 207 | 283  | 11 | 55  |
| 2   | Universidad Católica | 14 | 10 | 1 | 3  | 425 | 215 | 210  | 9  | 51  |
| 3   | Old Boys             | 14 | 11 | 0 | 3  | 345 | 237 | 108  | 7  | 51  |
| 4   | Viña R.C.            | 14 | 6  | 1 | 7  | 304 | 281 | 23   | 12 | 38  |
| 5   | Los Troncos          | 14 | 6  | 1 | 7  | 338 | 273 | 65   | 7  | 33  |
| 6   | Old John's           | 14 | 6  | 0 | 8  | 182 | 378 | -196 | 2  | 26  |
| 7   | Alumni SC            | 14 | 3  | 1 | 10 | 230 | 505 | -275 | 1  | 15  |
| 8   | Old Mackayans        | 14 | 1  | 0 | 13 | 229 | 446 | -217 | 5  | 9   |

 PJ=Partidos jugados; G=Partidos ganados; E=Partidos empatados; P=Partidos perdidos; TF=Tantos a favor; TC=Tantos en contra; DIF=Diferencia; PE=Puntos extra;Pts=Puntos 
|  | Clasifica a los playoffs |

## Play-Offs

### Semifinales
Se jugaron entre el 24 y el 31 de octubre de 2009. 

#### COBS  - Viña R.C.
| 24 de octubre de 2009, 13:30 | COBS | 33:20 | Viña R.C. | Peñalolén, Santiago |  |

#### Old Boys - Universidad Católica
| 24 de octubre de 2009, 15:30 | Old Boys | 7:10 | Universidad Católica | Peñalolén, Santiago |  |

### Tercer lugar

#### Old Boys - Viña R.C.
| 31 de octubre de 2008 | Old Boys | 25:24 | Viña R.C. | Peñalolén, Santiago            |  |
|                       |          |       |           | Asistencia: 3.500 espectadores |  |

### Final

#### COBS - Universidad Católica
| 31 de octubre de 2008 | COBS | 12:26 | Universidad Católica | Peñalolén, Santiago                                            |  |
|                       |      |       |                      | Asistencia: 3.500 espectadores Árbitro(s): Javier Galleguillos |  |